# Алупей, Анджела
Анджела Алупей (рум. Angela Alupei, в девичестве Тамаш (рум. Tamaş); 1 мая 1972, Бакэу)  — румынская гребчиха, двукратная олимпийская чемпионка. Многократный призёр Чемпионата мира.

## Биография
Окончила университет города Бакэу. Замужем за румынским гребцом Дорином Алупеем (рум. Dorin Alupei).
Почётный гражданин Бухареста (2000).